# Mixen
Mixen (rus: Мишень, Objectiu) és una pel·lícula dramàtica russa coescrita i dirigida per Aleksandr Zeldovitx i estrenada el 2011.
La pel·lícula conté elements de la ciència-ficció i tracta sobre el somni de l'eterna joventut. Els discursos filosòfics s'integren a la trama. La producció es va estrenar al 61è Festival Internacional de Cinema de Berlín.

## Argument
La pel·lícula transcorre en una Rússia futurista. La parella formada pel ministre de Recursos Naturals, Wiktor, que es diu el 'tsar de la muntanya', i la seva dona Soja han perdut la passió. Van a les muntanyes d'Altai, on circulen rumors que des dels temps de l'URSS hi ha hagut un complex d'astrofísica: un emmagatzematge de partícules còsmiques. Els locals l'anomenen més simplement «Objectiu». Qualsevol que passi el temps al centre de l'objectiu recupera la joventut i l'agudesa dels sentiments, o millor dit, el rejoveniment extern no es produirà, però el cos humà deixarà d'envellir i tornarà a ser fort.
El seu germà i cunyat Mitja, un presentador de televisió d'èxit, i el policia i jockey Nikolaj també es dirigeixen al complex abandonat d'astrofísica a les estepes asiàtiques. En un lloc remot anomenat assentament urbà tipus B, es troben amb la Taja i l'Anna que es dirigeixen al centre d'investigació i aconsegueixen l'estat d'eterna joventut.
Els protagonistes experimenten una brutalització creixent dels seus personatges a mesura que avança la història. Wiktor intenta, sense èxit, reactivar la seva relació amb la seva dona Soja, en canvi projecta les seves emocions a Taja i experimenta un canvi personal que inclou violència, abús de poder i alcohol. Soja se sent atreta per Nikolaj. Ella l'acompanya en una operació policial. Els dos llisquen en una espiral de violència i passió. Les moderacions televisives de Mitja són cada cop més provocadores. Després de deixar que els candidats beguin la seva pròpia sang, perd la feina. La Taja va aturar el seu procés d'envelliment fa 30 anys i es retroba amb la seva antiga parella.

## Repartiment
- Maksim Sukhanov : Victor
- Justine Waddell : Zoe
- Vitali Kísxenko : Nikolai
- Danila Kozlovski : Mitya
- Daniela Stoianovitx : Anna
- Nina Loixtxiinina : Taya
- Aleksandra Bogdanova : Olia
- Anton Khabarov : Andrei
- Evgeni Kniazev : Polític culinari
- Natalia Koliakanova :
- Vitali Mikhaltsov : Al Faed
- Svetlana Novikova :
- Alyona Pol'kina : Inga
- Oleg Iagodin : núvia de Tai
- Igor Zolotovitski : productor d'espectacles de cuina

## Crítiques
El canal de televisió 3sat comenta: 
| « | A Target – Die Zone ewiger Jugend, Aleksandr Zeldovitx pinta un retrat d'un futur aparentment ideal. En la deconstrucció d'aquesta il·lusió, també mostra el preu: una societat radical de consum i control amb trets feixistes | » |

## Premis
La producció va rebre diverses nominacions internacionals i va guanyar el Premi Nika de cinema rus a la millor música el 2012.